# Бугра-хан
Наср ад-Дін Бугра-хан (перс. ناصر الدین بغرا خان; д/н—після 1291) — султан Бенгалії у 1287—1291 роках. Відновив незалежність регіону.

## Життєпис
Син делійського султана Балбана. Замолоду долучився до військових кампанії батька у бенгалії та проти монголів. 1281 року придушив заколот Туграл Туган-хана, маліка (намісника) Бенгалії. Тоді ж призначається на посаду останнього. 1286 року після загибелі Мухаммеда (у війні з монголами), брата Бугра-хана, батько оголосив того своїм спадкоємцем. Втім Бугра-хан відмовився, залишившись в Бенгалії. Тоді Балбан оголосив своїм спадкоємцем Кейхосрова, сина Мухаммеда.
1287 року після смерті батька оголосив себе султаном Бенгалії, небажаючи підпорядковуватися небожеві Кейхосрову. Проте Ніджам ад-Дін, перший везір Делійського султанату, зумів поставити на трон в Делі сина Бугри-хана — Кейкабада. Але той опинвися під впливом сановників й радників, внаслідок чого в державі почався розгардіяж. Бугра-хан рушив з військом на Делі. Йому на зустріч виступив син Кейкабад. На березі річки Сараю (в Ауді)) батькоі син порозумілися, наслідком чого сталов изнання незалежності Бенгальського султанату. 
Вважається, що за час його панування було розширено землі Бенгальського султанату у південнозахідному та південносхідному напрямах, а також закладено міцні адміністративні підвалини держави. 
1290 року внаслідок інтриг першого візира Фіруза Хілджі було повалено делійського султана Каюмарса, онука Бугра-хана. Під впливом цього 1291 року він зрікся влади на користь іншого сина — Кайкауса. Подальша доля Бугра-хана невідома.